# ناحية زاز وماهرو
ناحية زاز وماهرو (بالفارسية: بخش زز و ماهرو) هي (ناحية في مقاطعة أليغودرز التابعة لمحافظة لرستان في إيران. في تعداد عام 2006، كان عدد سكانها 11,440 نسمة في 1,982 عائلة. وهي منطقة ريفية تماما.